# Protobarleeia
Protobarleeia is een geslacht van weekdieren uit de klasse van de Gastropoda (slakken).

## Soorten
- Protobarleeia myersi (Ladd, 1966)
- Protobarleeia pyrrocincta Absalão, 2002